# منخفض الهند الموسمي
منخفض الهند الموسمي هو منخفض حراري ضخم يؤثر على ثلاث قارات هن أسيا السعودية الإمارات سلطنة عمان أفريقيا وأوروبا يبدأ هذا المنخفض في التشكل على الأراضي الهندية بداية من شهر ابريل من كل عام، ثم يتعاظم تأثيره في شهر يونيو ويوليو ويسيطر على مساحة شاسعة من شبه الجزيرة العربية ويصل إلى بلاد الشام وتركيا ومصر، ويبدأ بعد ذلك في الضعف بداية من شهر سبتمبر و يتلاشى تماما في أكتوبر.
يلعب هذا المنخفض دورا في جذب رياح المونسون الاستوائية إلى الهند و جنوب شرق أسيا، ويؤدي هذا المنخفض إلى ارتفاع درجة الحرارة في شبه الجزيرة العربية وبلاد الشام و العراق لتتجاوز في العراق وغرب إيران الـ 50 مئوية أغلب الصيف ويسبب كذلك موجات حارة قوية في مصر ، قد يسجل منخفض الهند الموسمي قيم ضغط جوي منخفضة قد تصل خلال شهر يوليو إلى أدنى من 1123995 ملليبار.